# Parainocellia calida
Parainocellia calida är en halssländeart som först beskrevs av H. Aspöck och U. Aspöck 1973.  Parainocellia calida ingår i släktet Parainocellia och familjen reliktsländor. Inga underarter finns listade i Catalogue of Life.